# 스피리돈 하자피스
스피리돈 P. 하자피스(그리스어: Σπυρίδων Χαζάπης, 1872년 ~ ?)는 그리스의 수영 선수이다. 그는 아테네에서 열린 1896년 하계 올림픽에 참가 했다.
하자피스는 100m 해군 자유형 경기에 참가했다. 3명의 참가자 중 2위를 차지했다.